# L'Époque (1865)
Pour les articles homonymes, voir L'Époque.
L’Époque est un journal français qui a paru le 9 mars 1865 au 25 juillet 1869.

## Histoire
Une première version de L’Époque a été fondée en 1845, sous le patronage de François Guizot, le directeur de la publication Bernard-Adolphe Granier de Cassagnac et dirigée par Félix Solar jusqu’à sa disparition en février 1847. Cette feuille dynastique et ultra-conservatrice rivalisait avec La Presse opposée aux journaux de parti et souhaitant se placer en dehors de la politique « sans être dans la dépendance d'aucun cabinet. » De grand format (75 x 50 cm), ce journal traitait de politique, mais aussi de sciences, droit, commerce et littérature.
Lorsqu’à la fin de l'année 1864, l'écrivain Ernest Feydeau décide de fonder un journal politique, modéré et indépendant, dont il voit un modèle dans le Times britannique, il envisage de l'intituler Le Bon Sens avant d'opter in fine pour L’Époque. Le nouveau journal est financé et administré par une société au capital de 400 000 francs, installée au no 5 de la rue Coq-Héron, créée par Feydeau et un associé, le rentier Jules Giraudeau. Ce dernier devient cogérant du journal, tandis que Feydeau se réserve les fonctions de rédacteur en chef et de directeur politique.
Le premier numéro de L’Époque, quotidien du soir, paraît le 9 mars 1865. Sa ligne éditoriale, qui se veut totalement indépendante, est libérale en ce qui concerne les droits de la presse et des citoyens, mais conservatrice sur certains grands sujets politiques et sociaux. L’Époque prend ainsi le contre-pied des journaux d'opposition (L'Avenir national, L'Opinion nationale, Le Siècle et Le Temps) sur la question romaine et sur l'enseignement primaire gratuit et obligatoire.
En novembre 1865, Feydeau est condamné à payer une amende pour avoir publié, dans le numéro du 10 octobre, une fausse nouvelle « de nature à troubler la paix publique » au sujet d'un risque d'épidémie de peste.
Le 14 juin 1866, Feydeau revend L’Époque à Frédérick Terme, qui devient ainsi le nouveau rédacteur en chef et gérant du journal.

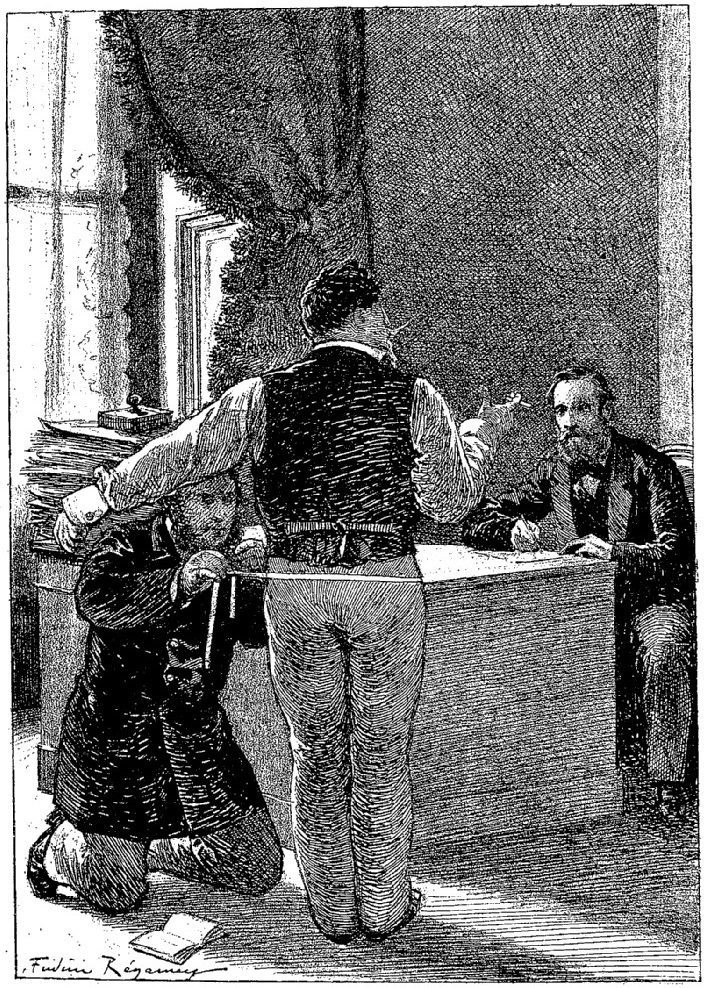
Les hommes de L’Époque en 1867 : Dusautoy, Napoléon III et Duvernois (illustration de Régamey, 1883).

Le 18 avril 1867, alors que le journal est en grande difficulté financière, Terme le revend pour 100 000 francs à Auguste Dusautoy, ancien tailleur de Napoléon III. L'arrivée de ce partisan inconditionnel de l'empereur inquiète le chroniqueur Jules Richard, qui y voit une menace à l'encontre de l'indépendance et du libéralisme de L’Époque, et qui préfère par conséquent partir à La Situation d'Antoine Grenier.
Napoléon III, secondé par le général Fleury, semble bien avoir été non seulement l'inspirateur de L’Époque de Dusautoy mais également son financeur, si l'on en croit les documents comptables retrouvés aux Tuileries après la chute du régime impérial. Sous cette influence, L’Époque devient le journal officieux de l'Empire libéral grâce à Clément Duvernois, directeur politique à partir du 1er juillet 1867, Terme ayant quant à lui conservé le poste de rédacteur en chef.

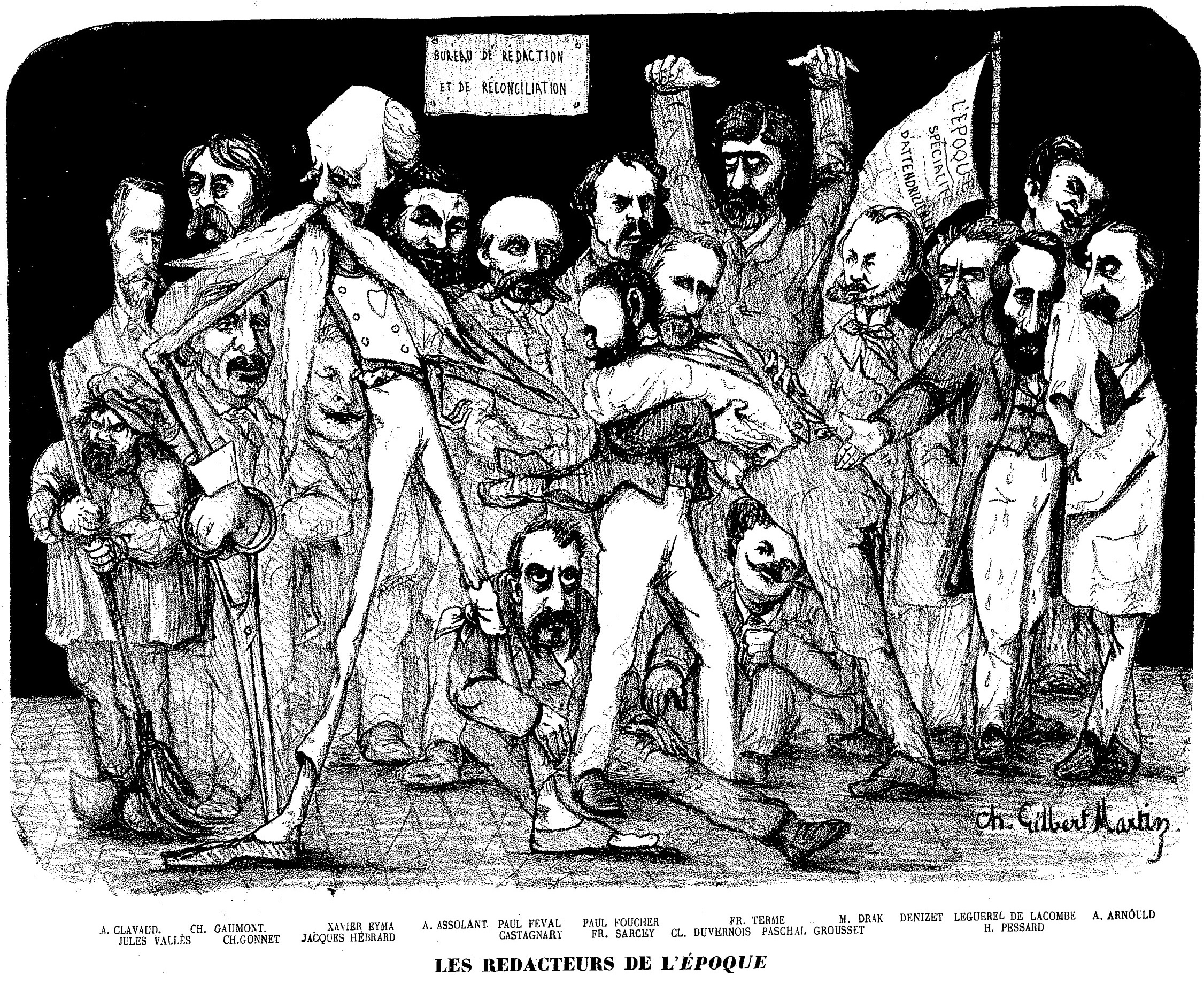
Caricature de la rédaction de L’Époque par Gilbert-Martin.

Terme ayant publié le 31 août 1867 un article d'Arthur Arnould critiquant la brutalité des sergents de ville parisiens, les deux hommes sont condamnés à une amende. Terme et un autre journaliste, Xavier Eyma, écopent d'une nouvelle amende quelques semaines plus tard en raison d'un article du 2 octobre qui annonçait la signature d'un traité militaire franco-italien à Biarritz. Cette information ayant été démentie, Terme et Eyma avaient par conséquent été accusés de publier de fausses nouvelles « de nature à troubler la paix publique ».
Au début de l'année 1868, L’Époque connaît quelques mutations, en devenant un journal du matin. Duvernois, tout d'abord démissionnaire, garde son poste et devient propriétaire du journal le 1er avril après avoir racheté les parts de Dusautoy. Cependant, déçu par l'échec de sa campagne pour la suppression des candidatures officielles, il démissionne définitivement le 28 septembre. Terme doit par conséquent réorganiser le journal, dont le tirage est alors de 2 900 exemplaires.
Le 1er février 1869, le journal cesse de paraître quotidiennement et devient un hebdomadaire avant de disparaître. Terme et Duvernois fondent alors Le Peuple, ré-intitulé Le Peuple français en juillet suivant afin de se différencier d'un journal homonyme. Une nouvelle mouture de L'Époque formée d’anciens journalistes de L’Écho de Paris reparaitra le 9 juin 1937 avant de disparaitre définitivement fin 1946.

## Collaborateurs notoires
- Henri de Kérillis
- André Pironneau (d)
- Jean-Louis Vigier
- Gérard Bauër
- Roger Giron (d)
- Henry Bordeaux
- Jean-Jacques Gautier
- Louis-Gabriel Robinet
- Raymond Cartier
- Jean Sennep

## Autres collaborateurs
- Arthur Arnould[20]
- Alfred Assollant[18]
- Arthur Alexandre Behagel (d) [31]
- Auguste de Belloy (d) [32]
- Fernand Boudeville
- Adolphe Le Nepvou de Carfort (d)  (faits divers)[31]
- Jules-Antoine Castagnary (critique théâtrale)[33]
- Anatole Claveau (d) [18]
- Jules Denizet (d) [19]
- Clément Duvernois (directeur politique de 1867 à 1868)[17]
- Xavier Eyma[22]
- Paul Féval[34]
- Ernest Feydeau (rédacteur en chef de 1865 à 1866)
- Paul Foucher[19]
- Charles Gaumont[32]
- Charles Gonet (d) [19]
- Paschal Grousset[19]
- Jacques Hébrard[19]
- Édouard Hervé[18]
- Henri de Lacretelle[32]
- Romary Leguevel de La Combe (d) [20] (secrétaire de la rédaction)[35]
- André Léo[32]
- Adrien Marx[36]
- Félix Mornand[32]
- Victor Noir[31]
- Joseph Perrin (secrétaire de la rédaction[37], pseudonyme partagé par Hervé et Weiss)
- Hector Pessard[17]
- N. Reymond[32]
- Jules Richard[36]
- Francisque Sarcey[18]
- Edmond Tarbé des Sablons (critique musicale)[38]
- Frédérick Terme (rédacteur en chef à partir de 1866)
- Louis Ulbach[32]
- Jules Vallès[36]
- Jean-Jacques Weiss[18]